# Walther Schmitt (Journalist)
Walther Ernst Schmitt (* 29. März 1907 in München, gestorben nach 1961) war ein deutscher Journalist und nationalsozialistischer Schriftsteller.

## Leben
Schmitt entstammte einer Soldatenfamilie; sein Vater war der bayerische Oberleutnant Hans Schmitt. Die frühe Jugend verbrachte Walther Schmitt in München, wo er auch eingeschult worden war und ein Gymnasium besuchte. Nach dem Umzug seiner Eltern nach Karlsruhe wechselte er zunächst zum Gymnasium in Durlach, dann zum Gymnasium in Karlsruhe, wo er 1925 die Hochschulreife erlangte. Er begann in Heidelberg ein Studium der Rechts- und Staatswissenschaften und setzte seine Studien anschließend im Wintersemester 1926/27 an der Universität München fort. Dort knüpfte er schnell Kontakte zum NSD-Studentenbund und dessen Führer und späterem Reichsjugendführer Baldur von Schirach. Am 1. Juni 1928 trat er in München der NSDAP bei (Parteimitgliedsnummer 91.011). 1930 promovierte er mit dem Dissertationsthema „Die  Klassenkampftheorie  und  ihre  Widerlegung“ zum Dr. oec. publ. Seine Dissertation wurde vom Franz-Eher-Verlag, dem Zentralverlag der NSDAP, als Broschüre verlegt und soll nach eigenen Angaben schnell vergriffen gewesen sein.
Aufgrund seines schriftstellerischen Talents wurde Schmitt 1930 in die Redaktion des Völkischen Beobachter (VB) in München aufgenommen, wo er bald zu den engeren Vertrauten Alfred Rosenbergs zählte. Vom 15. September 1930 bis zum Dezember 1932 redigierte er zunächst allein den außenpolitische Teil des Blatts. 1933 wechselte er in das außenpolitische Ressort nach Berlin. 1935 wurde er Reichshauptstellenleiter im außenpolitischen Amt der NSDAP und Mitglied der Deutschen Akademie in München (die 1951 zumindest in personeller Kontinuität ins Goethe-Institut übergeleitet wurde).  1936 wurde Schmitt als Dozent an die private Deutsche Hochschule für Politik in Berlin berufen, wo ihm die Leitung der Abteilung Auslandspolitik und Auslandskunde übertragen wurde.
Am 12. März 1938, dem Tag des Anschlusses Österreichs an das nationalsozialistische Deutsche Reich, siedelte er nach Wien über und war dort vom 16. März 1938 bis zum 3. Februar 1941 stellvertretender Hauptschriftleiter des VB. Während dieser Zeit wurde er zum Reichshauptstellenleiter beim SS-Hauptamt in Wien ernannt. 1941 verließ er den VB und wurde Hauptbannführer und Chef des Grenz- und Auslandsamts der Reichsjugendführung der Hitlerjugend. Ab Januar 1945 gehörte er der Waffen-SS an.
Schmitt wurde bereits früh 1928 Mitglied der SS (SS-Nr. 1328). Nach der Machtergreifung wurde er in schneller Folge innerhalb der SS befördert:
- 12. Mai 1933: SS-Untersturmführer[2]
- 9. November 1933: SS-Obersturmführer[2]
- 7. Februar 1935: SS-Hauptsturmführer[2]
- 30. Januar 1936: SS-Sturmbannführer[2]
- 20. April 1937: SS-Obersturmbannführer[2]

Außerdem war Schmitt Mitglied des Lebensborns.
Schmitt wurde das Goldene Parteiabzeichen der NSDAP verliehen und er war Träger des SA-Sportabzeichens, des SS-Totenkopfrings sowie des SS-Ehrendolchs.
Nach Ende des Zweiten Weltkriegs gelang es Schmitt, trotz seiner nationalsozialistischen Vergangenheit, weiterhin in renommierten deutschen Zeitschriften und Verlagen zu publizieren.

## Schriften (Auswahl)
- Die Klassenkampftheorie und ihre Widerlegung, Franz Eher Verlag, München 1930, 134 Seiten.
- Neudeutscher Finanzbolschewismus: Das sogenannte ‚Reform‘-Programm der Regierung Brüning, in: Völkischer Beobachter, Nr. 235, 30. Oktober 1930.
- Abschied von Weimar, in: Völkischer Beobachter, Nr. 227, 1932.
- Die Reden Hitlers für Gleichberechtigung und Frieden. München : Zentralverlag der N.S.D.A.P., G. Eher Nachf., 1934
- Der Parteitag der Ehre vom 8.-14. September 1936, München, Eher 1936 [2. Aufl. 1937].
- Benito Mussolini: Mann und Werk, in: Völkischer Beobachter, 25. September 1937.
- Zwischenrufe von der Seine. Die Entwicklung der Europa-Politik und das deutsch-französische Verhältnis, Stuttgart : Kohlhammer Verlag, 1958
- Lenin und Clausewitz, Beilage Aus Politik und Zeitgeschichte B7/61 zur Wochenzeitung Das Parlament vom 15. Februar 1961.
- Krieg in Deutschland, Strategie und Taktik der sowjetrussischen Deutschlandpolitik seit 1945, Droste Verlag, Düsseldorf 1961.
- Die Mauer vom 13. August – die Maginot-Linie des Sowjetsystems, in: Wehrwissenschaftliche Rundschau, Frankfurt a. M. 1962, Band 12, Nr. 4, S. 183–195.
- Das Schlagwort vom »westdeutschen Militarismus« in der kommunistischen Propaganda, in: Wehrwissenschaftliche Rundschau, Frankfurt a. M. 1962, Band 12, Nr. 6, S. 313–327.
- Illusion und Untergang, Rita G. Fischer-Verlag, Frankfurt am Main 2001.